# Elaphropeza ralloi
Elaphropeza ralloi är en tvåvingeart som beskrevs av Raffone 1991. Elaphropeza ralloi ingår i släktet Elaphropeza och familjen puckeldansflugor.
Artens utbredningsområde är Sudan. Inga underarter finns listade i Catalogue of Life.